# Вуглегірськ
Вуглегі́рськ (до 1958 — Хацепе́тівка) — місто в Україні, у Горлівському районі Донецької області. Адміністративний центр Вуглегірської міської громади. Населення — 7467 осіб (2017).
Тимчасово окуповане російсько-терористичними військами з 31 січня 2015 року.

## Інфраструктура
Місто має важливе транспортне значення — через нього Дебальцеве, яке, у свою чергу, є важливим транспортним вузлом, пов'язане з Донецьком і Маріуполем. У місті розташована залізнична станція Вуглегірськ, яка зв'язує Дебальцеве і Горлівку. Також поблизу розташована Вуглегірська шахта.

## Назва
Колишня назва міста в різних варіантах (Хацепетівка, Хацапетівка, Кацепетівка, Кацапетівка) широко використовується у фольклорі як назва якогось населеного пункту, що розташований в глушині, у «глухому куті цивілізації».

## Історія

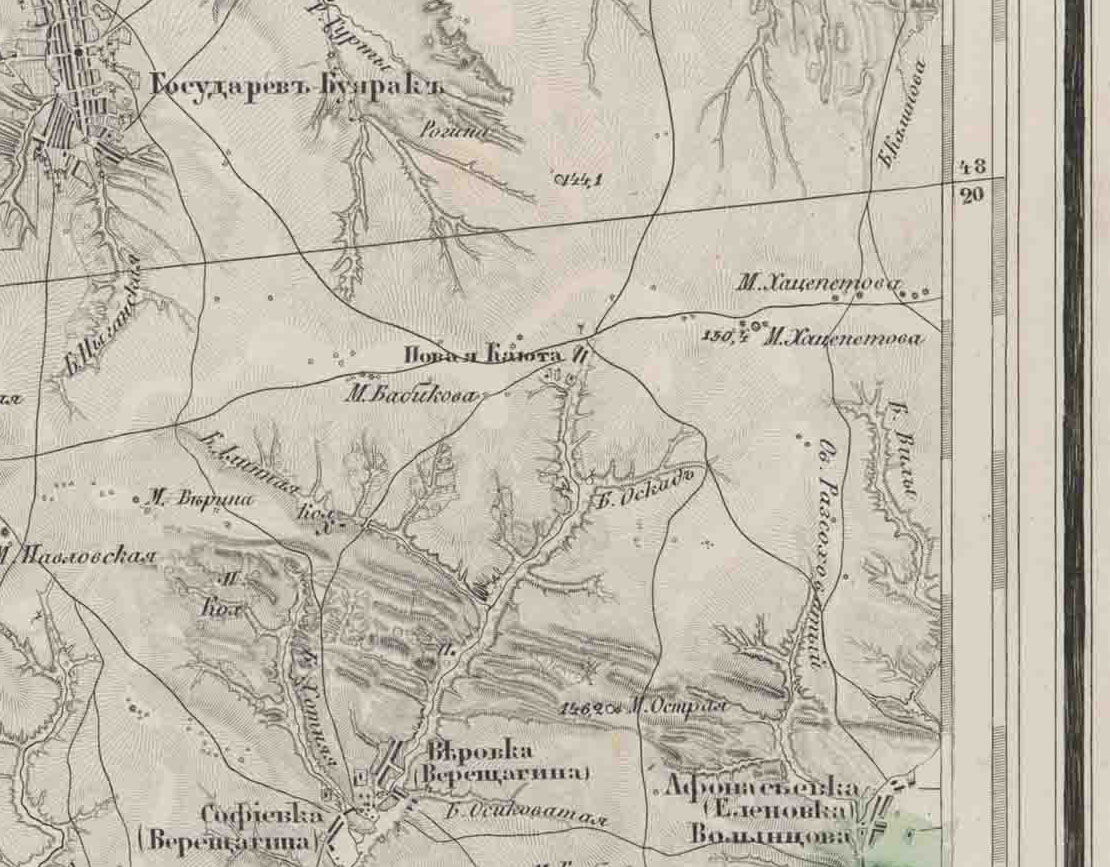
Хацепетівка на карті 1863 року

Виникло у 60-х роках XIX ст. на землях Слобідської України. До 1958 року мало назву Хацепетівка. За народними переказами, першими поселенцями були брати Петро та Тимофій Хацепети — кріпаки-втікачі з Катеринославщини.

### Війна на сході України
12 серпня 2014 року місто в ході антитерористичної операції звільнене від проросійських терористів українськими військами. При відступі терористи завдали значної шкоди інфраструктурі міста, зокрема, підірвали автомобільний міст.
27 листопада поблизу Вуглегірська українські війська підбили один з танків бойовиків.
18 січня 2015 року терористи обстріляли Вуглегірськ, загинуло двоє дітей, одна дитина госпіталізована з пораненнями.
22 січня 2015 року з початком масового наступу терористів за підтримки російських військ по всіх фронтах, загострилася ситуація і біля Вуглегірська. 28 січня внаслідок обстрілу з РСЗВ «Град» загинув солдат батальйону «Чернігів-1» Ігор Буйновський.
29 січня 2015 року розпочалися бої за Вуглегірськ. Кілька днів надходила суперечлива інформація з різних джерел. Але в більшості випадків, Штаб АТО повідомляв, що місто контролюється українськими військами (або, принаймні, частина міста контролюється). 31 січня під вечір українські військові розпочали контратаку проти терористів у Вуглегірську. У бою на блокпосту 1302 під Вуглегірськом полягли вояки батальйону «Чернігів-1» Сергій Андрусенко, Олександр Бригинець, Андрій Лебедєв та Олег Соломаха. Прикриваючи побратимів, які відходили на попередні позиції біля Вуглегірська, екіпаж танка «Малюсінького» вступив у нерівний бій з колоною терористів; поцілили в оглядове вікно водія танка. Загинув старший сержант Андрій Мельник, двом воякам екіпажу танку вдалося врятуватися, один з важкими пораненнями потрапив у лікарню, інший — у полон. Старший лейтенант 44-ї артилерійської бригади Василь Барановський з Миколою Качкалдою виїхали танком на вогневу позицію та вели бій з наступаючими терористами. В ході бою танк було підбито, він загорівся. 29 січня після прямого влучення в танк у Вуглегірську — на вулиці Некрасова — загинув екіпаж танка — вояки 30-ї бригади молодший сержант Олександр Шахрай (командир танка), старший солдат Микола Хоречко, навідник, й старший солдат Тарас Гарбарчук, механік-водій. Того ж дня поліг лейтенант батальйону «Київська Русь» Іван Ступак. 30 січня під Вуглегірськом на блокпосту, що розміщений в напрямі Єнакієвого, загинули сержанти батальйону «Чернігів-1» Колесник Віталій Павлович та Іван Томилко.
Увечері 31 січня українські військовики деблокували понад 70 силовиків, серед них — 39 бійців роти міліції спецпризначення «Світязь» та 34 військовослужбовця Збройних Сил України, втрат немає, два легких поранення. Того дня у бою на блокпосту міста Вуглегірськ загинули сержант батальйону «Чернігів-1» Сергій Харитонов та старший солдат Павло Старченко, смертельних поранень зазнав молодший сержант Євген Кравченко. Після двох тижнів безперервних обстрілів 4 лютого жителі Вуглегірська масово пішки покидають місто.
Вночі з 18 на 19 листопада 2016 року поблизу міста відбулися бої, внаслідок яких загинули солдати незаконних збройних формувань із артилерійського дивізіону.

## Населення

### Національний склад
Національний склад населення за даними перепису 2001 року:
| Національність  | Відсоток |
| --------------- | -------- |
| українці        | 61,95%   |
| росіяни         | 35,11%   |
| білоруси        | 1,61%    |
| татари          | 0,37%    |
| молдовани       | 0,13%    |
| інші/не вказали | 0,83%    |

### Мовний склад
Розподіл населення за рідною мовою за даними перепису 2001 року:
| Мова            | Кількість | Відсоток |
| --------------- | --------- | -------- |
| російська       | 6302      | 58.94%   |
| українська      | 4288      | 40.10%   |
| білоруська      | 53        | 0.50%    |
| румунська       | 5         | 0.05%    |
| циганська       | 4         | 0.04%    |
| вірменська      | 3         | 0.03%    |
| грецька         | 3         | 0.03%    |
| болгарська      | 2         | 0.02%    |
| інші/не вказали | 33        | 0.29%    |
| Усього          | 10693     | 100%     |

За даними перепису 2001 року населення міста становило 10693 особи, із них 40,10 % зазначили рідною мову українську, 58,94 % — російську, 0,50 % — білоруську, 0,04 % — циганську та молдовську, 0,03 % — вірменську та грецьку, 0,02 % — болгарську, 0,01 % — румунську. Національний склад: українців — 60 %, росіян — 35 %.

## Транспорт

### Електротранспорт
Вуглегірський тролейбус (з 8 липня 1982 року):
- 1 Шахта «Вуглегірська» — Залізничний вокзал
- 2 Шахта «Вуглегірська» — селище Гагаріна — з грудня 2011 слідує так: Шахта «Вуглегірська» — селище Гагаріна — Залізничний вокзал — Шахта «Вуглегірська», без номера маршруту.

В Вуглегірську знаходилися чотири тролейбуси моделі ЮМЗ Т2 (два з Києва, передані в березні 2011 року в оренду — тролейбуси № 532, 536 і 2 тролейбуси з Донецька передані в безоплатне використання у квітні 2012 року — тролейбуси № 2023 і 2028).
У зв'язку з пошкодженням контактної мережі в результаті бойових дій з 12 серпня 2014 року не працюють. Пізніше контактна мережа була остаточно демонтована, а тролейбуси розграбовані.
З 1958 до 1980 року в місті працював трамвай.

### Автобус
Міжміські перевезення забезпечуються транзитними автобусами, котрі їдуть по трасі Донецьк — Луганськ, що проходить через все місто.  [Архівовано 17 травня 2014 у Wayback Machine.]
Існує регулярне автобусне сполучення з містами Єнакієве (маршрут № 21), Дебальцеве (маршрут № 22) і Горлівка (маршрут № 85).

### Залізничний транспорт
У місті розташована залізнична станція Вуглегірськ, яка зв'язує залізничні вузли Дебальцеве і Горлівка.

### Автомобільний транспорт
Через місто проходить автошлях E50М30.

## Економіка
Промисловість міста була представлена видобутком вугілля (Шахта «Вуглегірська» ДХК «Орджонікідзевугілля» — найбільша в холдингу) і його збагаченням (ЦЗФ «Вуглегірська»). Нині не працюють та розграбовані.

## Соціальна сфера
школа, дитячий будинок, 4 дитячих садочки, бібліотека, стадіон «Шахтар», центр культури і відпочинку, поліклініка.

## Відомі люди
У місті народився відомий український кінорежисер Юрій Ляшенко.
Під час німецько-радянської війни, 12 грудня 1941 року, у місті загинув у бою італійський воєначальник — бригадний генерал Уго де Кароліс.